# Постмодерни феминизам
Постмодерни феминизам је грана феминизма, углавном везана уз теорију која настоји да је споји с постмодерном филозофијом и постструктуралистичком теоријом. Од осталих грана феминизма се разликује по томе што сматра да је род ништа друго до друштвена конструкција темељена на језику.
Главна заговорница је Џудит Батлер, која је постмодерни феминизам 1990. године описала у својој књизи „Gender Trouble“, темељеној на радовима Симон де Бовоар, Мишела Фукоа и Жака Лакана. Батлер критикује остале феминистичке правце који одржавају разлику између (биолошког) пола и (друштвено конструисаног) рода.